# Seosan

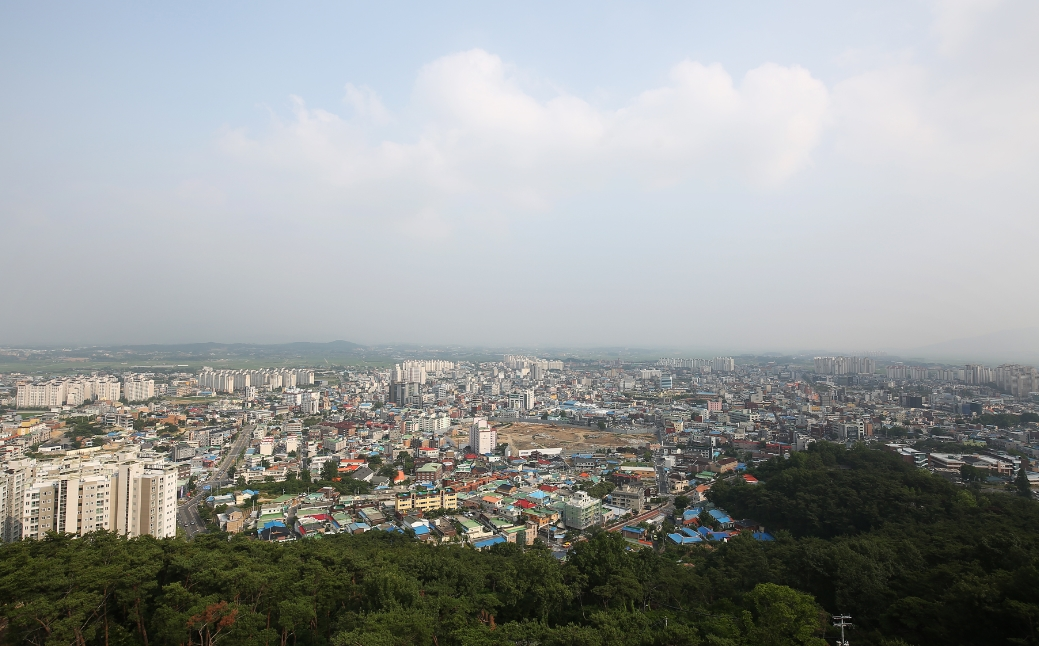
Seosan (2017)

Seosan ist eine Stadt in Südkorea, die im Westen des Landes in der Provinz Chungcheongnam-do liegt. Im Dezember 2019 lebten 179.151 Einwohner auf einer Fläche von 740,6 km².

## Städtepartnerschaften
Huy (Belgien)

 Tenri (Japan)

## Söhne und Töchter der Stadt
- An Byeong-seok (1923–1984), Basketballspieler
- Oh Yun-kyo (1960–2000), Fußballspieler
- Seo Young-woo (* 1991), Bobfahrer